# Tiranet de l'illa del Coco
El tiranet de l'illa del Coco (Nesotriccus ridgwayi) és un ocell de la família dels tirànids (Tyrannidae) i única espècie del gènere Nesotriccus.

## Hàbitat i distribució
Viu entre la malesa del bosc i matolls de l'illa del Coco, front a la costa del Pacífic de Costa Rica.